# 罗亚东
罗亚东（1992年1月15日—），甘肃人，中国男子竞走运动员，在2019年世界田径锦标赛男子50公里竞走比赛中以4:06:49获得第五名。
在2021年全国竞走锦标赛暨奥运会选拔赛男子50公里竞走决赛中以3小时46分51秒获得冠军。
在2020年夏季奥林匹克运动会田径男子50公里竞走比赛中以4:06:17的成绩位列第28名。